# Rodrigo Tiuí
Rodrigo Tiuí, właśc. Rodrigo Bonifácio da Rocha (ur. 4 grudnia 1985 roku w Taboão da Serra, São Paulo) – brazylijski piłkarz występujący na pozycji napastnika w rosyjskim klubie Terek Grozny.

## Kariera
Swoją karierę zaczynał we Fluminese, gdzie do pierwszego składu załapał się w wieku 17 lat. W swoim pierwszy sezonie we Fluminese rozegrał 18 spotkań strzelając 6 bramek. Reszty spotkań nie mógł rozegrać ponieważ było to spowodowane jego kontuzją. Ogółem zagrał 80 meczów strzelając 12 bramek. W następnym sezonie został wypożyczony do Noroeste, gdzie bardziej rozwinął swoje umiejętności. Zauważyli to działacze klubu Santos FC i w 2007 roku został wypożyczony do Santosu. W sezonie 2007/2008 został kupiony przez klub portugalskiej ekstraklasy - Sporting CP. Swój debiut w Sportingu zaliczył 11 maja 2008 w spotkaniu przeciwko Boaviście, gdzie strzelił swoją debiutancką bramkę. W Sportingu grał z numerem 22. W 2009 roku odszedł do Athletico Paranaense.

## Kluby
- 2003-2007 Fluminese
- 2006 Noroeste
- 2007 F.C Santos
- 2008-2009 Sporting CP
- 2009- Athletico Paranaense
- 2010- Terek Grozny